# Шеффер, Хуго
Ху́го Ше́ффер (нем. Hugo Schäffer; 1875—1945) — немецкий юрист и политик, министр труда.
После получения аттестата зрелости Шеффер продолжил обучение на юридическом факультете тюбингенском университете Эберхарда и Карла, который окончил с присвоением ему степени кандидата юридических наук. Во время учёбы примкнул к студенческой организации «Тюбингенское королевское общество Ройгель». Позже был президентом имперского страхового общества и членом союза немецких юристов национал-социалистов.